# Flashmen
I Flashmen sono stati un gruppo musicale italiano di musica beat, formatosi a Cremona negli anni sessanta, che nel decennio successivo si è accostato al rock progressivo e al pop.

## Storia del gruppo
La band si forma nel 1967 a Cremona, per iniziativa di Silverio Scivoli (toscano, nato a Carrara), soprannominato Silver, che ha avuto alcune esperienze dal vivo con il complesso dei Corvi prima del loro debutto discografico; il nome della compagine deriva dal film Flashman, diretto da Luciano Martino e Mino Loy, uscito nel 1966.
Ottenuto un contratto con la Decca Records, il complesso debutta nel 1969 con un 45 giri, a cavallo tra il beat ed il pop, stile che si ritrova anche nel disco successivo, pubblicato per la Kansas.
Con il primo album, Cercando la vita, pubblicato nel 1970, i Flashmen si avvicinano al rock progressivo specialmente per l'uso delle tastiere, genere che sviluppano maggiormente nei long playing successivi (i 45 giri invece rimangono su sonorità pop più leggere), ed in particolare nell'album del 1972, Pensando, considerato dai critici il loro disco più significativo, insieme al 45 giri Guarda / Mes amis (in particolare per la canzone sul lato B, un bel brano con il flauto in evidenza, mentre il lato A è la cover di una canzone dei The Rogers).
Sempre nel 1972 la band partecipa ad alcuni Festival pop, tra cui il Primo Incontro Davoli Pop che si svolge a Reggio Emilia nel mese di aprile.
Nei dischi seguenti i Flashmen si avvicinano sempre di più al pop melodico, con alcune incursioni in altri generi (come il rhythm 'n' blues nell'album Sempre e solo lei del 1974) e varie partecipazioni a trasmissioni televisive, come Adesso musica (condotta da Vanna Brosio e Nino Fuscagni).
Nel 1975 passano alla Joker e nello stesso anno partecipano a Un disco per l'estate con il brano Piccolo amore.
Dopo un altro 45 giri, pubblicato nel 1978, il complesso decide di sciogliersi.
Silver Scivoli si trasferisce in Groenlandia (ad Ata, un paesino nei pressi di Ilulisat), diventando tour operator.
Negli anni novanta tre loro album sono stati ristampati in CD, e due in Giappone, nazione dove i gruppi italiani di rock progressivo hanno molto seguito.

## Formazione
- Silver Scivoli (nato a Marina di Carrara): tastiere, voce
- Luciano Spotti (I 5 Monelli[1] nato a Cremona): chitarra
- Gigi Puzzo (nato a Cosenza): basso (dal 1973 al 1972)
- Giuliano Quarantotto:(nato a Cremona) basso, voce (dal 1972 al 1978)
- Roberto Caroli (nato a Scandiano): batteria
- Antonello Gabelli (ex Nuova Idea): chitarra dal 1976

Nel corso degli anni vi suonarono anche Maurizio Carrettin (suo il flauto di "Mes amis"), Rino Regazzini tastiere (entrambi provenienti dai "Rerum Novarum"), Massimo Villa (basso per l'incisione di "Guarda" e "Mes amis"), Bruno Bertelli chitarra, Giulio Quarenghi, chitarra, (entrambi ex Decalogo), Massimo Cusumano, basso.

## Discografia

### Discografia italiana

#### Album in studio
- 1970 - Cercando la vita (Kansas, SLP 8)
- 1971 - Hydra (Kansas, LDM 17001)
- 1972 - Pensando (Kansas, LDM 17003)
- 1973 - Flashmen (Kansas, LDM 17005)
- 1974 - Sempre e solo lei (Kansas, LDM 17012)
- 1974 - I Flashmen (Kansas, 5300 501)

#### Singoli
- 1969 - Il mondo aspetta te/La donna che non ho (Decca Records, C 17005)
- 1970 - Una parola/L'incertezza (Kansas, DM 1133)
- 1971 - Puoi dirmi ti amo/Un anno in nero (Kansas, DM 1149)
- 1971 - Ma cosa fai/Non sei solo (Lunapark, 28008)
- 1972 - Sogni e delusioni/Fortuna e ragione (Lunapark, 28020)
- 1972 - Un pugno di mosche/Ciao felicità (Kansas, DM 1153)
- 1972 - Guarda/Mes amis (Kansas, DM 1157; ristampa: Lunapark, 28024)
- 1973 - È la vita/Una ragazza semplice (Kansas, DM 1163)
- 1974 - Sempre e solo lei/I giorni del sole (Kansas, DM 1167)
- 1974 - Vestita di ciliegie/Restare con te (Kansas, 5100 405)
- 1975 - Piccolo amore/La stagione dei fiori (Joker, M 7190)
- 1978 - Amare lei/Dolce amica mia (Magic Record, MR 1000)

#### CD
- 1991: Cercando la vita (Vynilmagic, VM 025; alle canzoni presenti nell'album è stato aggiunto un inedito)

Lato 1
- Una parola Musica di Arbik-Franco Zauli Testo di Giessegi
- In un solo momento Musica di Mario Scrivano-Franco Zauli Testo di Domenico Seren Gay
- È tardi ormai Musica di Mario Scrivano-Franco Zauli Testo di Giessegi
- My Carol Musica di Mario Scrivano Testo di Giessegi
- Il mio amore per Jusy Musica di Mario Scrivano Testo di Domenico Seren Gay

Lato 2
- L'incertezza Musica di Italo Salizzato-Mario Scrivano-Franco Zauli Testo di Domenico Seren Gay
- Cercando la vita Musica di Mario Scrivano Testo di Giessegi
- Chiamalo forte Musica di Mario Scrivano Testo di Domenico Seren Gay
- 1994: Pensando (Mellow Records, MMP 222)

Lato 1 
- Ingresso Musica di Franco Zauli-Arbik
- Ma per colpa di chi ? Musica di Italo Salizzato Testo di Giessegi
- Un pugno di mosche Musica di Arbik-Franco Zauli Testo di Domenico Seren Gay
- Amo mia madre Musica di Italo Salizzato-Licrate Testo di Giessegi
- Maria Musica di Franco Zauli.Italo Salizzato Testo di Riccieri

Lato 2
- Sogni e delusioni Musica di Franco Zauli-Arbik Testo di Domenico Seren Gay
- Faortuna e ragione Musica di Italo Salizzato-Agicor Testo di Domenico Seren Gay
- Nella mente tua Musica di Arbik- Testo di Riccieri
- Qualcosa per sognare Musica di Franco Zauli-Arbik Testo di Domenico Serengay
- Sortita Musica di Italo Salizzato-Licrate
- 2007: Flashmen (Mellow Records, MMP 301)

### Discografia giapponese
- 1993 - Hydra (Edison, ERC-29238)
- 1993 - Pensando (Edison, ERC-29239)